# 賀田 (弘前市)
賀田（よした）は、青森県弘前市の大字で、旧中津軽郡岩木町の大字。郵便番号は036-1313。

## 地理
青森県道3号弘前岳鰺ケ沢線・青森県道35号五所川原岩木線・青森県道129号関ケ平五代線が当地を通り、一丁目・二丁目があり、小字として大浦がある。北西は八幡、北東から南東にかけて高屋、西は五代に接する。

## 歴史

### 大浦城
かつて大浦城があったとされ、津軽為信（大浦為信）の居城、大浦城があり、中世においては大浦郷の中心であった。しかし文献によっては当地の西に接する五代という説もある。

### 沿革
- 1889年（明治22年） - 大浦村の一部。
- 1961年（昭和36年） - 岩木町大字賀田になる。
- 2006年（平成18年） - 弘前市への合併とともに弘前市の大字になる。

### 地名の由来
慶田・芳田・吉田の佳名によるもの。（岩木町史・岩木山縁起）

## 世帯数と人口
2017年（平成29年）6月1日現在の世帯数と人口は以下の通りである。
| 丁目・大字       | 世帯数  | 人口  |
| ---------------- | ------- | ----- |
| 賀田一丁目       | 113世帯 | 285人 |
| 賀田二丁目       | 108世帯 | 265人 |
| 賀田（小字全域） | 85世帯  | 206人 |
| 計               | 306世帯 | 756人 |

## 施設

### 教育
- 大浦保育園

### 医療
- はせがわ内科クリニック
- 五十嵐治療院
- 関医院中津軽診療所
- 前田整骨院
- 佐藤歯科
- 柴田歯科

### 福祉
- 障害者地域活動支援センターゆぃまある

### 金融
- 青森みちのく銀行岩木支店
- 東奥信用金庫岩木支店

### 商業
- トライアル岩木店
- ローソン岩木町賀田店

### 宿泊
- 旅館桜温泉

### 通信
- NTT大浦電話交換局

### 公共
- 岩木郵便局
- 賀田公民館
- 市立岩木図書館
- 岩木文化センターあそべーる
- 市立中央公民館岩木館

### 行政
- 弘前市役所 岩木庁舎

## 小・中学校の学区
市立小・中学校に通う場合、学区は以下の通りとなる。
| 大字       | 番地 | 小学校             | 中学校             |
| ---------- | ---- | ------------------ | ------------------ |
| 賀田       | 全域 | 弘前市立岩木小学校 | 弘前市立津軽中学校 |
| 賀田一丁目 | 全域 | 弘前市立岩木小学校 | 弘前市立津軽中学校 |
| 賀田二丁目 | 全域 | 弘前市立岩木小学校 | 弘前市立津軽中学校 |

## 交通
- 弘南バス
  - 賀田東口、岩木庁舎前、津軽中学校通り（弘前バスターミナル - 枯木平線、他）停留所。
  - 賀田十文字、津軽中学校通り、岩木郵便局前（弘前バスターミナル - 真土経由 - 賀田線）停留所。